# Gian Maria Volonté
Gian Maria Volonté (Milán; 9 de abril de 1933-Flórina, Grecia; 6 de diciembre de 1994) fue un actor italiano. Se hizo conocido por su papel como el antagonista principal en las películas Por un puñado de dólares y Per qualche dollaro in più (La muerte tenía un precio), de Sergio Leone. También fue considerado uno de los mejores actores europeos de su tiempo, por su capacidad de representar la personalidad de sus personajes.

## Biografía
Volonté se licenció en la Academia de Artes Dramáticas en Roma en 1957. Tuvo una breve carrera actuando en la televisión y en obras de Shakespeare y Goldoni antes de dejarla para concentrarse en su carrera fílmica.
Hizo su debut en 1960 con Sotto dieci bandiere, dirigida por Duilio Coletti. Después actuó por razones económicas en dos películas que nunca consideró serias, dirigidas por un director entonces desconocido, Sergio Leone. Sin embargo, su actuación magistral en personajes memorables pero neuróticos, junto con el inesperado éxito mundial de las películas, le dio fama internacional. Volonté ya había hecho algunas comedias, entre otras A cavallo della tigre de Luigi Comencini, y afirmado su versatilidad en L'armata Brancaleone en 1966. Sin embargo encontró su vocación en roles dramáticos por Banditi a Milano, de Carlo Lizzani; Sbatti il mostro in prima pagina de Marco Bellocchio, La classe operaia va in paradiso de Elio Petri y Il sospetto de Francesco Maselli.
En 1968 ganó una Cinta de Plata como mejor actor por A ciascuno il suo, también dirigida por su amigo Elio Petri. Recibió el mismo premio dos veces más: la primera por Investigación sobre un ciudadano libre de toda sospecha de 1970, dirigida por Petri, ganadora de un Premio Óscar, y considerada por muchos como su mejor película; y la segunda por L'oeuvre au noir, dirigida por André Delvaux. En 1983 ganó el premio a mejor actor en el Festival Internacional de Cine de Cannes por La morte di Mario Ricci. Cuatro años después, en el Festival Internacional de Cine de Berlín, ganó otra vez como mejor actor por Il caso Moro, otra prueba excepcional de sus capacidades miméticas. En 1990 fue declarado el mejor actor europeo por Porte aperte. En 1991, en el Festival Internacional de Cine de Venecia, ganó el premio León de Oro por su carrera.
También tomó papeles relevantes fuera de Italia. En 1993 filmó en Argentina Funes, un gran amor, junto a Graciela Borges y bajo la dirección de Raúl de la Torre.
Volonté murió de un infarto el 6 de diciembre de 1994 en Flórina, Grecia, donde se encontraba filmando la película La mirada de Ulises (su papel quedó a cargo de Erland Josephson). Padeció cáncer de pulmón durante catorce años.

## Filmografía selecta
- Hay que quemar a un hombre (Un uomo da bruciare) de  Valentino Orsini y los Hermanos Taviani (1962)
- Por un puñado de dólares (1964)
- Per qualche dollaro in più (1965)
- L'armata Brancaleone (1966)
- Frente al amor y la muerte (1966)
- Cara a cara (1967)
- Bajo el signo del escorpión (Sotto il segno dello scorpione) de los Hermanos Taviani (1969)
- Investigación sobre un ciudadano libre de toda sospecha (1970)
- Hombres contra la guerra (1970)
- Le cercle rouge (1970)
- Giordano Bruno (1971)
- Sacco y Vanzetti (1971)
- La classe operaia va in paradiso (1971)
- Il caso Mattei (1972)
- El atentado (1972)
- Lucky Luciano (1973)
- Todo modo (1975)
- Actas de Marusia (1976)
- Cristo se paró en Éboli (1979)
- Operación Ogro (1979)
- Il caso Moro (1986)
- Tirano Banderas (1993)
- Funes, un gran amor (1993)

## Premios y reconocimientos
Festival Internacional de Cine de Cannes
| Año  | Categoría   | Película                 | Resultado |
| ---- | ----------- | ------------------------ | --------- |
| 1983 | Mejor actor | La muerte de Mario Ricci | Ganador   |

Festival Internacional de Cine de Venecia
| Año  | Categoría            | Película | Resultado |
| ---- | -------------------- | -------- | --------- |
| 1991 | León de Oro Especial | -        | Ganador   |

Festival Internacional de Cine de Berlín
| Año  | Categoría                                        | Película     | Resultado |
| ---- | ------------------------------------------------ | ------------ | --------- |
| 1987 | Oso de Plata a la mejor interpretación masculina | El caso Moro | Ganador   |